# Назаров, Виктор Борисович
Наза́ров Ви́ктор Бори́сович (род. 22 сентября 1972) — российский учёный-биолог, доктор биологических наук, профессор РАН. 

## Ранние годы и образование
Родился в 1972 году, отец — военнослужащий, мать — учитель химии и биологии.
В 1989 году закончил 21 математическую школу на Академической, в Москве.
В 1995 году окончил Военную академию радиационной, химической и биологической защиты по специальности «Химия», с квалификацией «Химик-инженер-исследователь».
В 2004 году окончил факультет психологии МГУ по специальности «Психолог. Преподаватель психологии».
В 2003 году в Военной академии радиационной, химической и биологической защиты в Москве защитил диссертацию на соискание ученой степени кандидат химических наук, в 2006 диссертацию на соискание учёной степени доктор биологических наук. 

## Карьера
После окончания Академии с 1999 по 2006 год служил в системе министерства обороны на научных должностях.
В 2006 году после увольнения из вооруженных сил перешёл на работу в ФГУП «Фармзащита» Федерального медико-биологического агентства на должность заместителя директора, в 2007 году возглавил предприятие в должности генерального директора. 
В 2014 году перешёл на государственную службу в ФМБА России на должность заместителя руководителя.
В 2017 году уволился с государственной службы и перешёл в МФТИ на должность директора школы медицинской и биологической физики. 
В 2020 году по приглашению заместителя министра промышленности и торговли В.В. Шпака возглавил в должности генерального директора АНО Консорциум «Медицинская техника» — крупнейшее российской объединение производителей медицинских изделий.
В настоящее время ведёт предпринимательскую и научную деятельность, является председателем правления АО «Интероко» — крупнейшего российского производителя медицинских изделий из пластика, руководит научной деятельностью молодых учёных в МФТИ, является членом президиума ассоциации Росмедпром.
Принимал участие в разработке федеральных целевых программ «Обеспечение ядерной и радиационной безопасности на 2008 год и на период до 2015 года», «Национальная система химической и биологической безопасности Российской Федерации (2009–2014 годы)» и «Развитие фармацевтической и медицинской промышленности Российской Федерации на период до 2020 года и дальнейшую перспективу».
Автор и соавтор около 250 научных публикаций, 6 монографий, на тему медицинских средств защиты от особо опасных факторов химической, радиационной и биологической природы, автор более 30 патентов.

## Награды
- Лауреат премии Правительства Российской Федерации в области науки и техники (2016);
- Лауреат премии МЧС в области науки и техники[6].
- Кандидат в мастера спорта по гиревому спорту (1995)

## Личная жизнь
Супруга Назарова Майя Анатольевна (в девичестве — Кулажина). По образованию преподаватель хореографии. Двое детей: дочь Виктория 1994 г.р. и сын Сергей 1999 г.р..